# Alekszej Vlagyimirovics Lezin
Alekszej Vlagyimirovics Lezin (oroszul: Алексей Владимирович Лeзин; (1973. február 27. –) világbajnok, háromszoros Európa-bajnok orosz amatőr ökölvívó.

## Eredményei
- 1994-ben aranyérmes a katonai világbajnokságon szupernehézsúlyban. A döntőben az ukrán Vitalij Klicskót győzte le.
- 1995-ben világbajnok szupernehézsúlyban. A döntőben Vitalij Klicskót győzte le.
- 1995-ben ezüstérmes a katonai világbajnokságon szupernehézsúlyban. Vitalij Klicsko nyerte a döntőt.
- 1996-ban Európa-bajnok szupernehézsúlyban. A döntőben Volodimir Klicskót győzte le.
- 1996-ban bronzérmes az olimpián. Az elődöntőben Volodimir Klicskótól kapott ki.
- 1998-ban Európa-bajnok szupernehézsúlyban.
- 2000-ben Európa-bajnok szupernehézsúlyban.